# Czyn społeczny
Treść tego artykułu od 2023-02 należy opracować w taki sposób, aby nie uwypuklała nadmiernie polskiej specyfiki / aby nie zawężała się tylko do polskich warunków
Dokładniejsze informacje o tym, co należy poprawić, być może znajdują się w dyskusji tego artykułu.
 Po wyeliminowaniu niedoskonałości należy usunąć szablon {{Dopracować}} z tego artykułu.

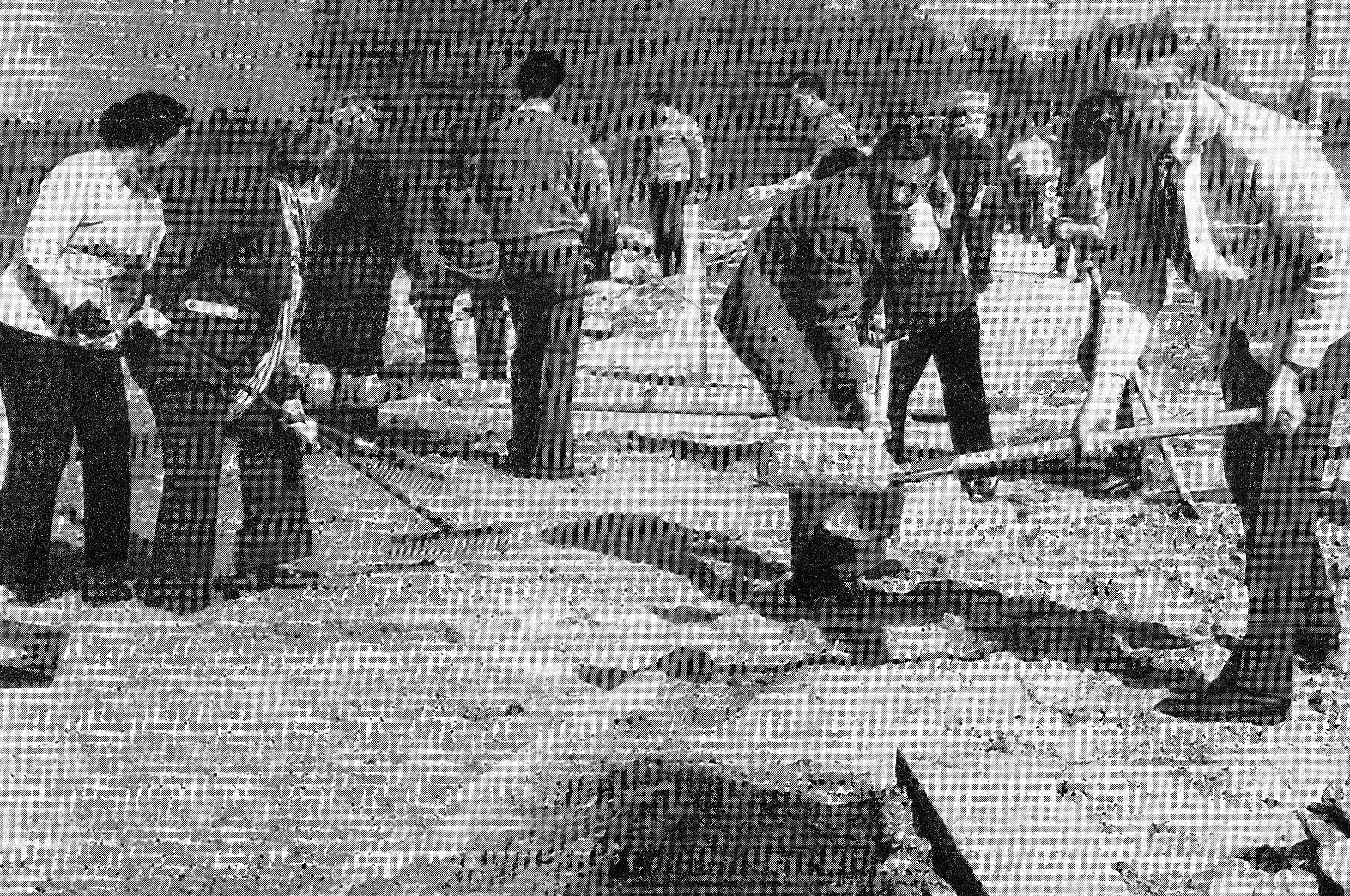
Stanisława Gierek i Edward Gierek podczas dnia czynu partyjnego w Warszawie (1974)

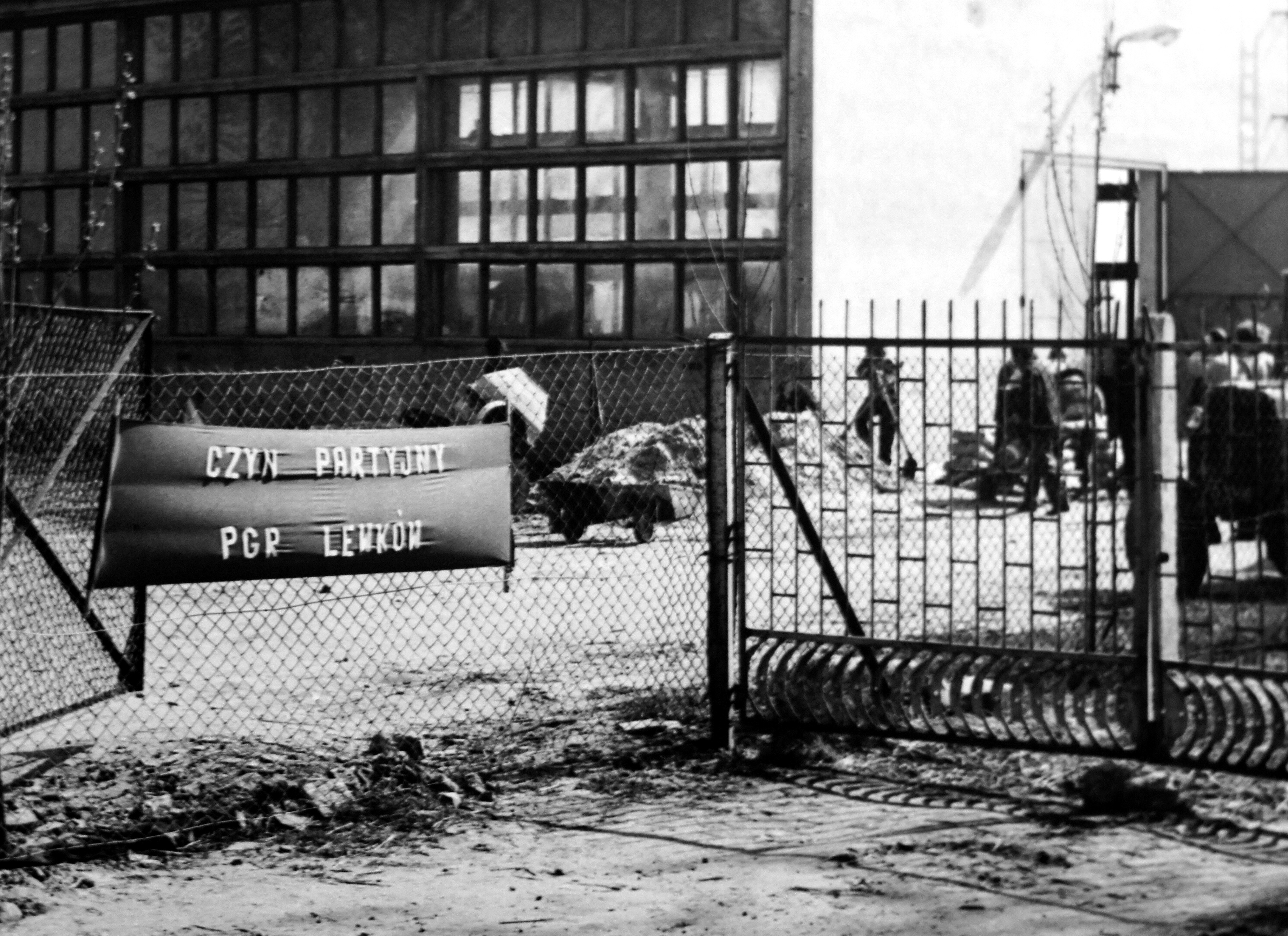
Czyn partyjny w Państwowym Gospodarstwie Rolnym Lewków (druga połowa lat 70. XX wieku)

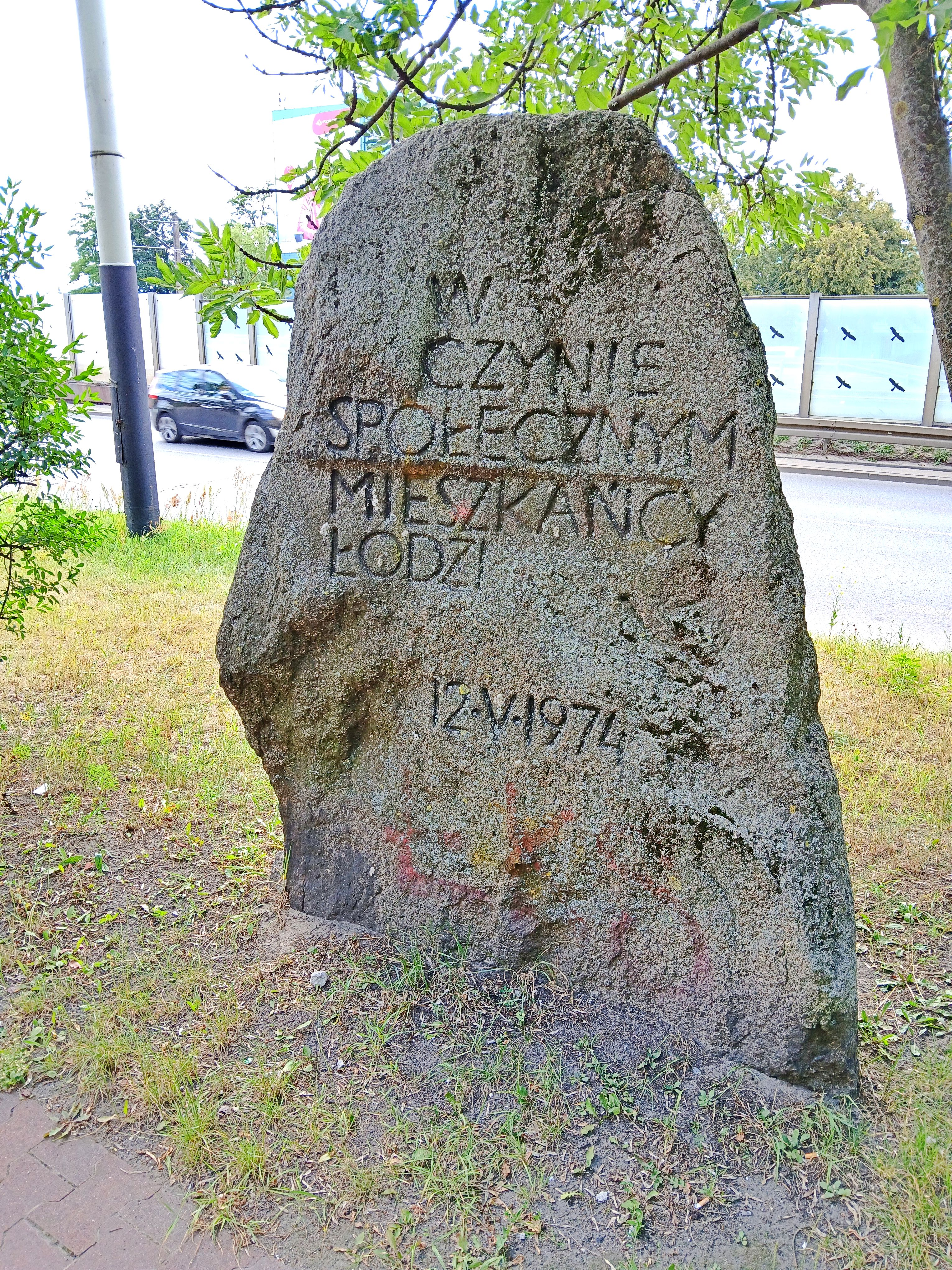
Głaz upamiętniający czyn społeczny mieszkańców Łodz

Czyn społeczny – w okresie PRL nieodpłatne prace wykonywane na rzecz społeczeństwa, zwykle w dni wolne od pracy (przy czym soboty były wtedy również dniami roboczymi).

## Opis
Czyny społeczne najczęściej były organizowane przez zakłady pracy, szkoły, organizacje partyjne i młodzieżowe. W czynie społecznym były wykonywane prace, przez niektórych uważane za zbyteczne, które miały jedynie przekazywać ducha wspólnego dzieła dla kraju.
W Warszawie czyny społeczne związane z odgruzowywaniem zniszczonego miasta zaczęto organizować od stycznia 1945 roku. Realizowano także inne przedsięwzięcia, jak na przykład budowa nizinnej kolei linowej „Elka” w Chorzowie, a także prace sezonowe (sianokosy, żniwa, wykopki ziemniaków, wykopki buraków cukrowych, sadzenie drzew, zamiatanie liści).
W Warszawie w latach 1945−1973 w czynach społecznych wzięło udział 9,3 mln osób, które przepracowały łącznie 32,8 mln godzin. W wyniku ich pracy powstały m.in. nowe drogi, parki i skwery, place zabaw i boiska sportowe. Dla uczczenia 30-lecia PRL 30 września 1973 roku i 12 maja 1974 roku zorganizowano dwie niedziele czynu partyjnego, w czasie których pracowało ponad 250 tys. osób.
W komunistycznej Czechosłowacji nieodpłatne prace wykonywane na rzecz ogółu nazywano „Akcja Z”.

## Subotnik
Pomysł czynów społecznych w PRL był kalką tradycji radzieckiego „subotnika” (ros. cуббо́тник), ogłaszanego w Związku Radzieckim od roku 1919; także w krajach bloku wschodniego realizowano tego typu przedsięwzięcia. Tradycja prac społecznych – subotnika – podtrzymywana jest także we współczesnej Rosji i Białorusi.
W XXI wieku subotnik organizowany jest zarówno oddolnie (np. Ukraina), jak i odgórnym rozkazem władz (Białoruś).